# Ayr United FC
Ayr United is een Schotse voetbalclub uit Ayr in South Ayrshire.

## Geschiedenis

### Ayr FC
Ayr FC werd in 1879 opgericht na een fusie tussen Ayr Thistle en Ayr Academical. Het oorspronkelijke stadion was Springvale Park dat ze in 1884 verlieten voor het Beresford Park dat op zijn beurt geruild werd in 1888 voor het Somerset Park, het huidige stadion van Ayr United. De eerste wedstrijd in het Somerset Park werd met 3-0 gewonnen tegen het Engelse Aston Villa.
Ayr FC speelde 13 seizoenen in de 2e klasse en werd daar drie keer 3e maar kon nooit in de hoogste klasse spelen. In 1910 fuseerde de club met Ayr Parkhouse FC.

### Ayr Parkhouse
Ayr Parkhouse FC werd in 1886 opgericht en werd genoemd naar de boerderij Parkhouse waarbij de club trainde.
Thuiswedstrijden werden eerst gespeeld in de Ballantyne Drive alvorens verhuisd werd naar de Ayr Racecourse ground. Nadat Ayr FC het Beresford Park verliet in 1888 verhuisde Parkhouse naar dit stadion en bleef daar voor de rest van zijn bestaan spelen. In 1891 sloot de club zich aan bij de Ayrshire Football League en verhuisde naar de Ayrshire Football Combination in 1893, die de club samen met Ayr FC oprichtte. Parhouse en FC zouden een gezonde rivaliteit ontwikkelen onder elkaar.
De club wilde eerst een amateurclub blijven maar werd toch professioneel in 1905 daarvoor haalde Parkhouse al enkele succesjes in de beker. In 1901 diende de club een aanvraag in om toegelaten te worden tot de 2e klasse maar dat werd geweigerd, het volgende jaar werd de club wel toegelaten.
Het eerste seizoen in 2e was een ramp en de club werd laatste waardoor opnieuw een aanvraag ingediend werd en geweigerd werd ten voordele van Aberdeen FC. Later werd bekend dat Ayr FC gevraagd had aan andere clubs om Parkhouse uit de League te stemmen wat niet goed was voor de relatie tussen beide clubs.
In 1906 werd de club opnieuw toegelaten maar behaalde geen uitmuntende resultaten. Nadat Ayr FC 7e op 12 clubs werd in 1909/10 en Parkhouse laatste kwam er druk dat de clubs moesten fuseren, zo werd Ayr United opgericht.

### Ayr United
Ayr United kwam in 1910 tot stand na de fusie tussen Ayr Parkhouse FC en Ayr FC. In totaal speelde de club 35 seizoenen in de 1e klasse, in de 2e klasse werden 48 seizoenen doorgebracht. In 2009 promoveerde de club naar de 2e klasse. In het seizoen 2009/10 eindigde het echter op een laatste plaats, waardoor het terug naar de Second Division degradeerde. Het seizoen 2010/11 werd afgesloten op een tweede plaats en Ayr United speelde de play-offs voor promotie. Die play-offs werden gewonnen en de club promoveerde opnieuw naar de First Division.

## Mannen

### Erelijst
- Scottish Football League First Division
  - Winnaar (6): 1911/12, 1912/13, 1927/28, 1936/37, 1958/59, 1965/66
- Scottish Football League Second Division/Scottish League One
  - Winnaar (3): 1987/88, 1996/97, 2017/18
- Scottish League Cup
  - Runner-up (1): 2002
- Scottish League Challenge Cup
  - Runner-up (2): 1990, 1991

### Eindklasseringen
| 11 |

| 10 |

| 9 |

| 13 |

| 3 |

| 3 |

| 5 |

| 9 |

| 8 |

| 2 |

| 18 |

| 5 |

| 1 |

| 8 |

| 18 |

| 9 |

| 13 |

| 14 |

| 18 |

| 1 |

| 18 |

| 5 |

| 2 |

| 14 |

| 14 |

| 12 |

| 6 |

| 7 |

| 7 |

| 6 |

| 8 |

| 9 |

| 4 |

| 3 |

| 6 |

| 6 |

| 12 |

| 12 |

| 7 |

| 13 |

| 4 |

| 1 |

| 11 |

| 10 |

| 12 |

| 6 |

| 7 |

| 7 |

| 9 |

| 6 |

| 1 |

| 7 |

| 3 |

| 7 |

| 2 |

| 3 |

| 6 |

| 9 |

| 8 |

| 6 |

| 5 |

| 7 |

| 2 |

| 10 |

| 2 |

| 9 |

| 7 |

| 4 |

| 8 |

| 2 |

| 10 |

| 1 |

| 4 |

| 4 |

| 8 |

| 8 |

| 2 |

| 7 |

| 3 |

| Niveau 1 | Niveau 2 | Niveau 3 | Niveau 4 |

| Periode    | Niveau 1                | Niveau 2              | Niveau 3            | Niveau 4            |
| 1893-1975  | Division One            | Division Two          | Division Three      | --                  |
| 1975-1998  | Premier Division        | First Division        | Second Division     | Third Division      |
| 1998-2013  | Scottish Premier League | First Division        | Second Division     | Third Division      |
| 2013-heden | Scottish Premiership    | Scottish Championship | Scottish League One | Scottish League Two |

### Records
Hoogste aantal toeschouwers: 25.225 tegen de Rangers FC in 1969
Grootste overwinning: 11-1 tegen Dumbarton FC in de League Cup in 1952
Grootste nederlaag: 0-9 tegen Heart of Midlothian FC in 1931

## Vrouwen

### In Europa
#Q = #voorronde, #R = #ronde 
| Seizoen | Competitie       | Ronde | Land               | Club                     | Score |
| ------- | ---------------- | ----- | ------------------ | ------------------------ | ----- |
| 2001/02 | UEFA Women's Cup | 1e    | Vlag van Kroatië   | NK Osijek                | 3-3   |
|         | toernooi in Ayr  | 1e    | Vlag van Oekraïne  | Legend-Cheksil Chernigov | 1-1   |
|         |                  | 1e    | Vlag van Frankrijk | Toulouse FC              | 2-2   |